# Zimní stadion Prostějov
Zimní stadion Prostějov je sportovní stadion, který se nachází v moravském Prostějově. Své domácí zápasy zde odehrává klub ledního hokeje LHK Jestřábi Prostějov.

## Historie stadionu
O výstavbě zimního stadionu se v Prostějově uvažovalo již ve druhé polovině 30. let a poté po druhé světové válce. Nakonec umělé kluziště bylo vybudováno v roce 1957 na místě, kde dnes zimní stadion stojí s kapacitou 5125 míst (z toho cca 1500 míst k sezení). Zastřešen byl v roce 1976 a ocelová konstrukce haly je svým provedením jedinečná. V bezprostřední blízkosti haly byl postupně vybudován komplex se společenským zázemím: parkovištěm, motelem, restaurací a barem.
V roce 1996 prošla hala rozsáhlou rekonstrukcí, když byly především zmodernizovány šatny, sociální zařízení a instalováno nové akustické ozvučení haly. V roce 2003 došlo k další modernizaci haly a to především vybudováním VIP prostor, výstavba nového hlavního vchodu (4 samostatné vchody + 3 pokladny) a nové vrátnice. Koncem roku 2004 započala výměna kopilitů (skleněných výplní na východní a západní straně stadionu). V roce 2005 došlo k modernizaci ledové plochy a chlazení, přibyla i nová světelná tabule. V roce 2011 se rozhodlo o realizaci rekonstrukce osvětlení ledové plochy, zastaralé a původní výbojkové osvětlení o kapacitě pouhých 450 luxů nahradily zářivky, které mohou dosáhnout svítivosti až 1200 luxů, které je plně dostačující pro živé televizní přenosy. V roce 2014 byla instalována velkoplošná obrazovka. Během léta 2022 došlo k výměně plechových žluto-modrých sedaček za nové plastové ve žluto-červeném barevném provedení. Zimní stadion má vyhrazen zvláštní sektor pro fanoušky hostujícího týmu o kapacitě několika set diváků, oddělený od dalšího prostoru stadionu kovovými zábranami. Sektor má svůj zvláštní vchod a samostatný bufet.

## Galerie

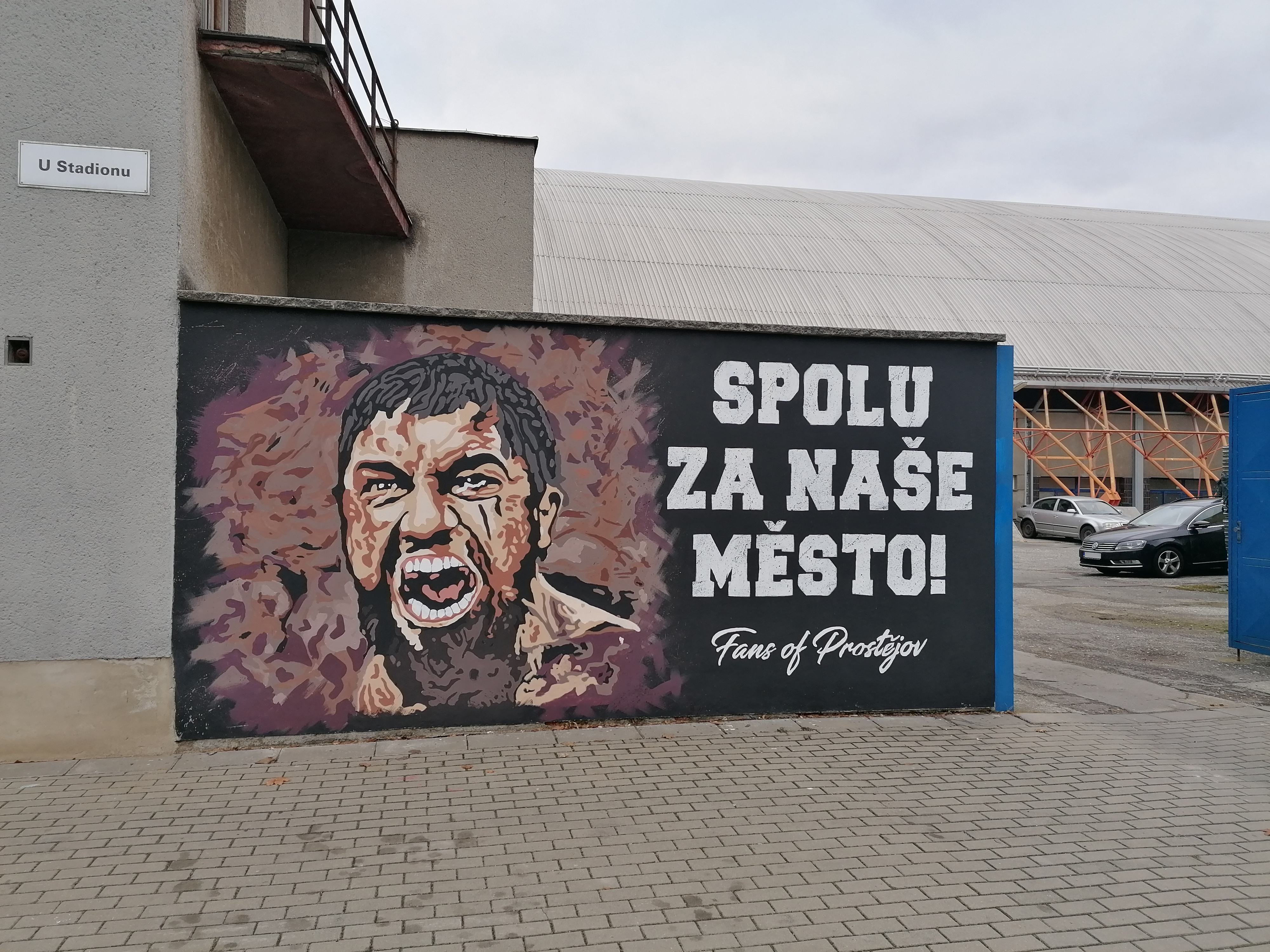
Graffiti prostějovských fanoušků v blízkosti zimního stadionu
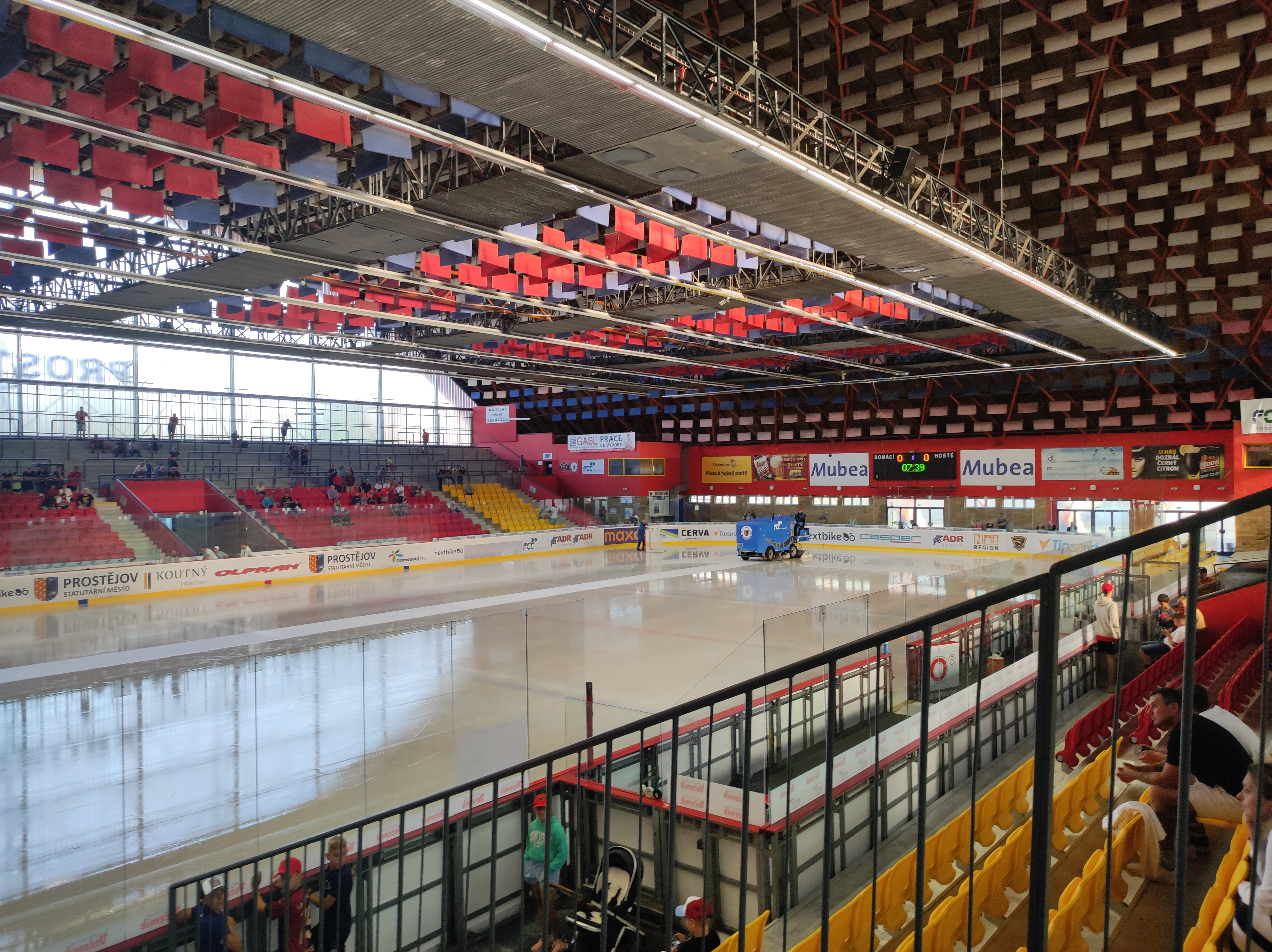
Ledová plocha